# 札幌市立中央小学校
札幌市立中央小学校（さっぽろしりつちゅうおうしょうがっこう）は、北海道札幌市中央区の中心部にある市立小学校。校舎の周りにはマンション、会社や商業施設が多く立ち並ぶ。旧・札幌市立東小学校と旧・札幌市立東北小学校の統合により、1969年に新設された。本項では、統合元の2校についても述べる。
児童数は、市内中心部のドーナツ化現象に伴い、2001年度には273名（11学級）まで落ち込んだが、その後は回復傾向となり、2023年度には、845名（31学級）と大幅に増加している。校区内に、近年人口の増加が著しい創成川東地区が含まれていることが、背景にあると見られる。

## 沿革

### 東小学校
- 1903年（明治36年）

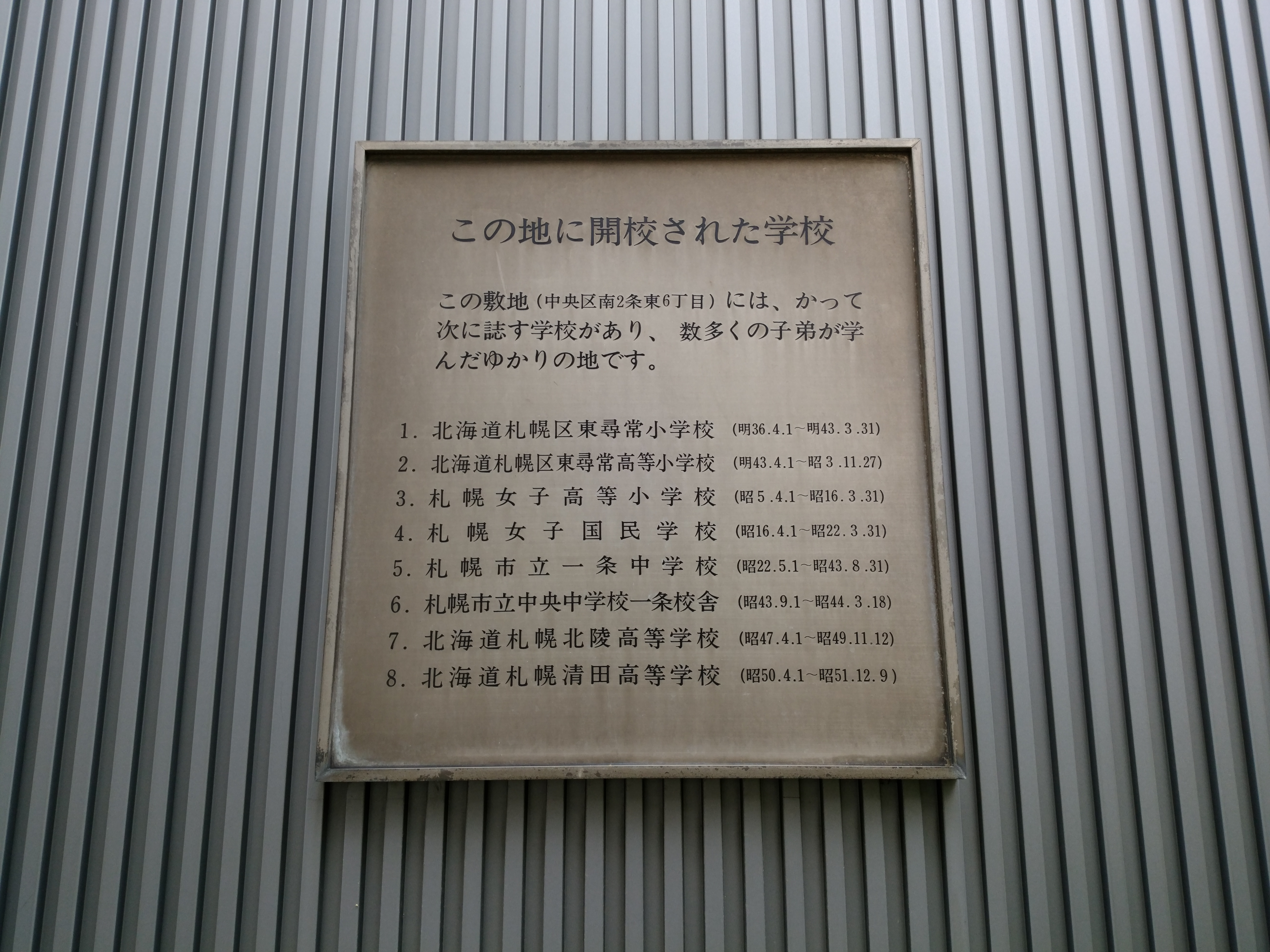
東小学校跡（札幌市中央区南2条東6丁目、札幌市民ギャラリー）

  - 4月1日 - 札幌区東尋常小学校創立。創成尋常小学校（北1条西2丁目）の3教室を仮校舎とする[4]。
  - 7月1日 - 校舎新築、移転（南1条東6丁目）[4][注釈 1]。
- 1910年（明治43年）4月1日 - 高等科を併設、札幌区東尋常高等小学校と改称[5]。
- 1922年（大正11年）8月1日 - 市制施行[6]により札幌市東尋常高等小学校となる。
- 1928年（昭和3年）11月26日 - 新校舎落成、移転（大通東6丁目）[7]。
- 1931年（昭和6年）4月1日 - 高等科を廃止、札幌市東尋常小学校と改称[8]。
- 1941年（昭和16年）4月1日 - 国民学校令施行、札幌市東国民学校と改称[9]。
- 1947年（昭和22年）4月1日 - 学校教育法施行、札幌市立東小学校と改称[10][注釈 2]。
- 1969年（昭和44年）3月23日 - 閉校式を行う[11]。

### 東北小学校

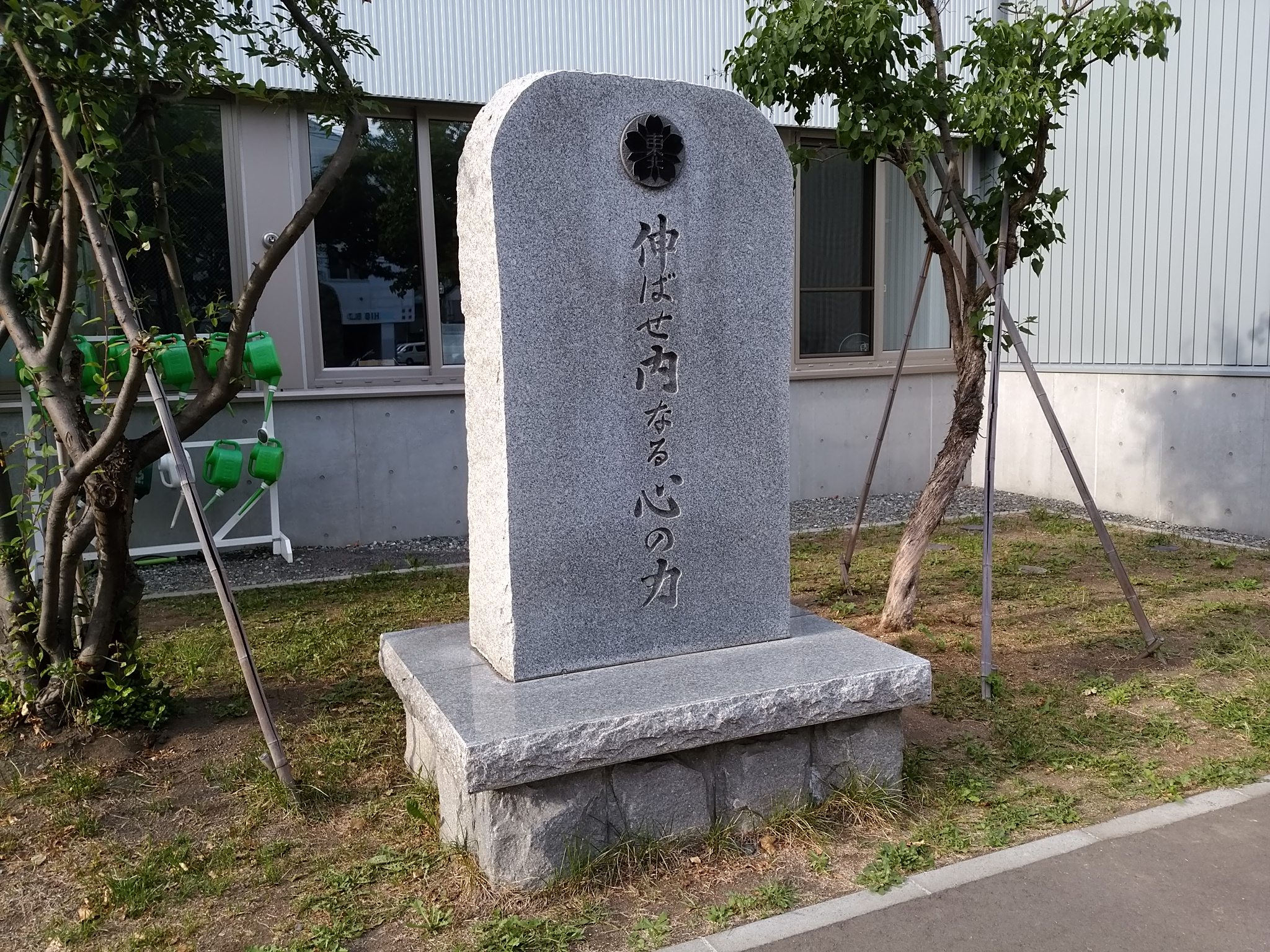
東北小学校跡（札幌市立中央中学校）

- 1909年（明治42年）10月21日 - 札幌区東北尋常小学校開校（北4条東3丁目）[12]。
- 1917年（大正6年）4月1日 - 高等科を併設、札幌区東北尋常高等小学校と改称[13]。
- 1922年（大正11年）8月1日 - 市制施行[6]により札幌市東北尋常高等小学校となる。
- 1931年（昭和6年）4月1日 - 高等科を廃止、札幌市東北尋常小学校と改称[14]。
- 1941年（昭和16年）4月1日 - 国民学校令施行、札幌市東北国民学校と改称[15]。
- 1947年（昭和22年）4月1日 - 学校教育法施行、札幌市立東北小学校と改称[16]。
- 1969年（昭和44年）3月18日 - 閉校式を行う[17]。

### 中央小学校

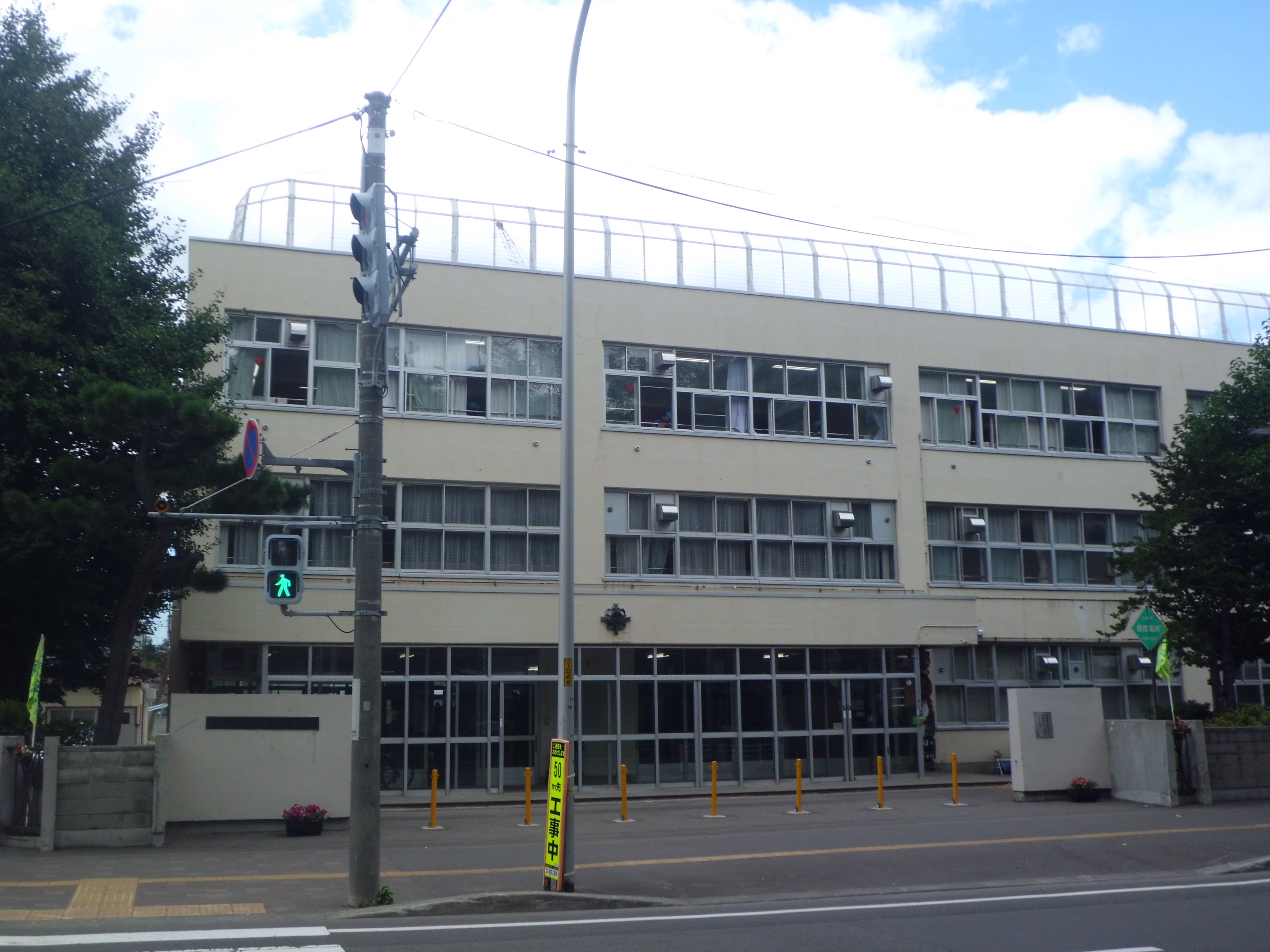
中央小学校初代校舎

- 1968年（昭和43年）12月 - 東小学校旧校舎隣に校舎完成[18]

- 1969年（昭和44年）
  - 4月1日 - 東小学校と東北小学校が統合し、札幌市立中央小学校として開校。
  - 6月20日 - 校旗披露、校歌発表会開催。同日を開校記念日と定める。
- 1970年（昭和45年）11月13日 - 国旗掲揚塔設置。
- 1978年（昭和53年）10月20日 - 創立10周年記念式典挙行し、祝賀会開催。
- 1983年（昭和58年）4月1日 - 南校舎1階に札幌市立山の手養護学校つぼみ小学校分校開校。
- 1987年（昭和62年）3月26日 - パソコン教室開設。
- 1989年（平成元年）10月21日 - 創立20周年記念式典挙行し、祝賀会開催。
- 1995年（平成7年）10月4日 - 登り棒・ジャングルジム設置。
- 1996年（平成8年）5月23日 - パソコン教室全面改修。
- 1998年（平成10年）12月5日 - 創立30周年記念式典挙行し、祝賀会開催。記念誌発行。
- 2004年（平成16年）4月1日 - 難聴通級教室を本校に移動。
- 2008年（平成20年）7月11日 - 創立40周年記念式典挙行し、祝賀会開催。
- 2012年（平成24年）
  - 3月31日 - 児童数増加による、教室増設工事完了（3階2教室分）。
  - 4月1日 - 特別支援教室「ひまわり」開級。
- 2017年（平成29年）7月1日 - 新体育館改築工事完了[19]。
- 2018年（平成30年）
  - 3月26日 - 新体育館引き渡し。
  - 10月1日 - 新校舎建設工事着手[19]。
- 2019年（令和元年）12月 - 新校舎建設第2期工事完成。

## 通学区域
- 中央区
  - 大通東2丁目～14丁目
  - 南1条東2丁目～8丁目
  - 南2条東2丁目～6丁目
  - 南3条東2丁目～6丁目
  - 南4条東2丁目～5丁目
  - 南5条東5丁目
  - 北1条東1丁目～19丁目
  - 北2条東1丁目～20丁目
  - 北3条東1丁目～15丁目
  - 北4条東1丁目～8丁目
  - 南5条東1丁目〜3丁目

## 進学先中学校
- 札幌市立中央中学校[20]
- 札幌市立中島中学校（札幌市立資生館小学校と札幌市立中央小学校の指定変更区域で、札幌市立中央小学校を選択した生徒が該当。中学校については何故か指定変更区域とはされておらず、当該の生徒は原則的に札幌市立中央中学校には通学出来ない）

## 学校周辺
- テレビ北海道
- 北ガスアリーナ札幌46
- カトリック北一条教会
- 札幌市営地下鉄バスセンター前駅
- 北海道中央バス札幌ターミナル
- サッポロファクトリー
- 国道12号線
- 国道36号線
- 豊平川
- 札幌市民ギャラリー

## 交通
- ジェイ・アール北海道バス 5・バ5「中央小学校前」バス停下車。
- 札幌市営地下鉄東西線バスセンター前駅（10番出口）から、徒歩約50m・約1分。